# Maurice Van Hyfte
Maurice Van Hyfte, ou Maurits Van Hyfte, est un coureur cycliste belge, né le 11 février 1903 à Adegem et mort le 21 janvier 2002 à Damme.

## Biographie
Professionnel de 1925 à 1930, puis en 1933, il a notamment remporté Paris-Saint-Étienne en 1926.

## Palmarès
- 1922
  - Tour des Flandres indépendants
- 1924
  - 3e et 5e étape du Tour de Belgique indépendants
  - 2e du Tour de Belgique indépendants
- 1925
  - Sclessin-Houffalize-Sclessin
  - Circuit des villes d'eaux d'Auvergne
  - 3e de Bruxelles-Paris
- 1926
  - Paris-Saint-Étienne :
    - Classement général
    - 1re étape
- 1927
  - Circuit d'Alsace